# Пьемонтский язык

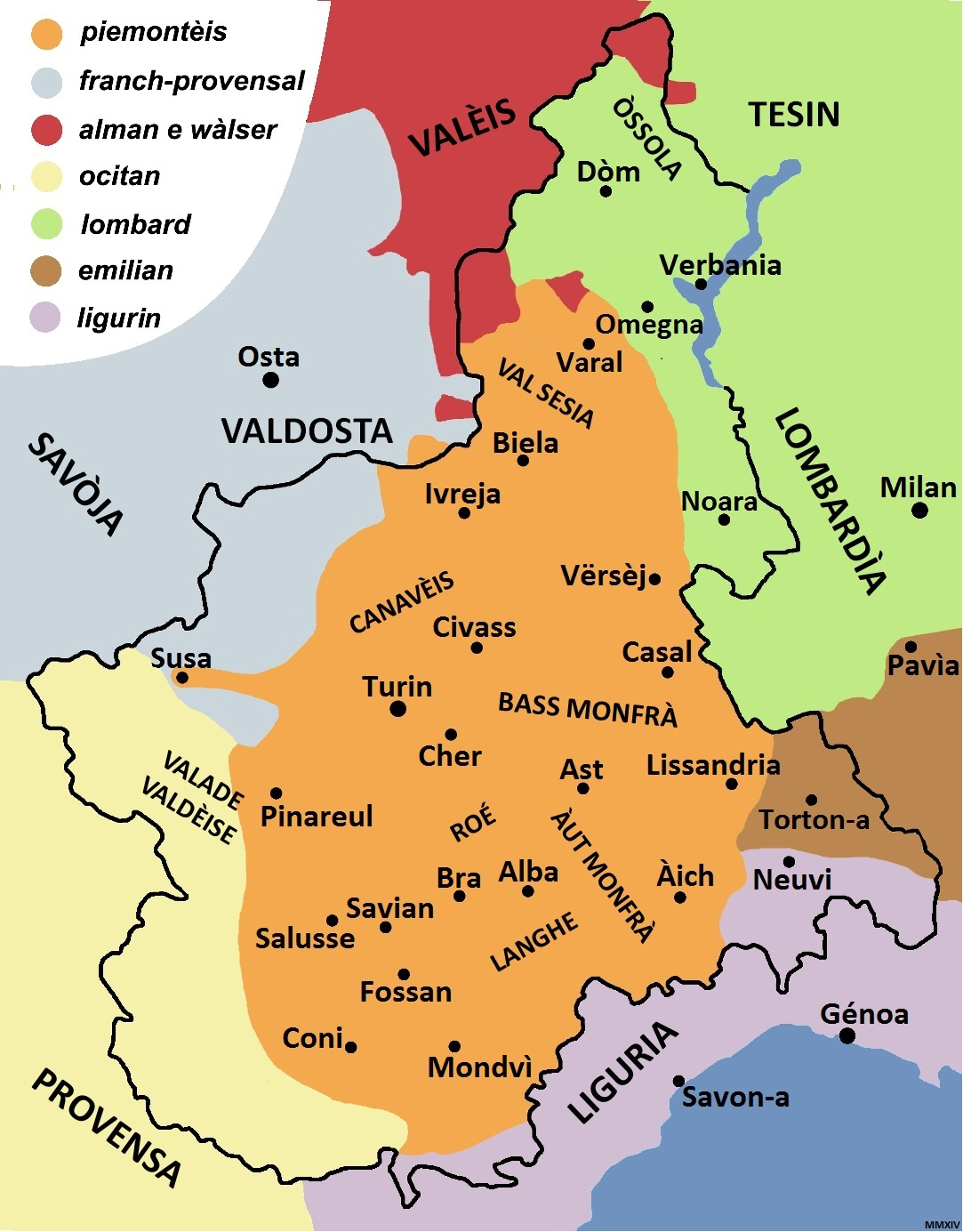
Карта пьемонтского языка и прилегающих языков

Пьемонтский язык (пьемонтское наречие; самоназвание: lenga piemontèisa) — один из галло-итальянских языков, распространённый на северо-западе Италии в области Пьемонт. Традиционно относится к «итальянским диалектам». На нём говорят около 2 миллионов человек.
Многие европейские и американские лингвисты считают пьемонтский самостоятельным языком, хотя в Италии часто он всё ещё считается диалектом. Сегодня пьемонтский язык имеет определённый официальный статус, признанный региональным правительством Пьемонта, но не правительством Италии.
Пьемонтский был родным языком эмигрантов, которые в период с 1850 по 1950 год покинули Пьемонт, переехав во Францию, Бразилию, Соединённые Штаты Америки, Канаду, Аргентину, Уругвай и другие страны.

## История

### Ранняя история
Первые документы на пьемонтском языке были написаны в XII веке, когда он был чрезвычайно близок к окситанскому. Литературный пьемонтский развивался в XVII и XVIII веках, но он не получил влияния, сопоставимого с французским или итальянским, другими языками, используемыми в Пьемонте. Тем не менее, литература на пьемонтском языке никогда не прекращала развиваться: она включает в себя поэзию, театральные пьесы, романы и научные работы.

### Текущее состояние
В 2004 году пьемонтский был признан региональным языком Пьемонта региональным парламентом, хотя итальянское правительство пока не признало его таковым. Теоретически пьемонтский теперь должен преподаваться в школе, но на практике это происходит только в ограниченной степени.
В последнее десятилетие[когда?]

 были опубликованы учебные материалы для школьников, а также общедоступные журналы. Разработаны также курсы для лиц, не изучавших пьемонтский язык в школе. Несмотря на эти достижения, нынешнее состояние пьемонтского довольно тяжёлое, так как за последние 150 лет количество людей с письменным активным знанием языка сократилось примерно до 2 % носителей языка, согласно недавнему опросу. С другой стороны тот же опрос показал, что на пьемонтском по-прежнему говорят более половины населения, наряду с итальянским. Авторитетные источники подтверждают этот результат, поставив цифру между 2 миллионами (Ассимиль ИРЕС Пьемонт) и 3 миллионами говорящих из населения в 4,2 миллиона человек. Попытки сделать пьемонтский одним из официальных языков Туринской зимней Олимпиады 2006 года оказались безуспешными.

## Ареал и численность
Территория распространения пьемонтского охватывает лишь центр области Пьемонт. Западную, альпийскую, часть Пьемонта (запад провинций Кунео и Турин) занимают окситанские и арпитанские говоры. Граница между пьемонтским, окситанскими и франко-провансальскими говорами весьма неопределённа, поскольку на равнине пьемонтский вытесняет эти говоры, сохраняя их некоторые черты. Запад провинции Новара и провинция Оссола относятся к ломбардскому ареалу.

## Диалекты
Пьемонтский разделяется на
- туринский, на основе которого сформировалось пьемонтское койне;
- говор канавезе;
- говор Бьеллы (бьеллезе);
- говор Ланге (лангароло);
- говор Монферрато (монферрино) и
- верхнепьемонтский.

Существует и более общее разделение: верхнепьемонтский (западный) вместе с туринским противопоставляется нижнепьемонтскому (восточному).
Между пьемонтским и другими галло-итальянскими диалектами чётких границ нет. Говоры на юге Пьемонта, по границе с Лигурией, сочетают лигурские и пьемонтские характеристики. На востоке Пьемонта говор провинции Верчелли относится к переходной пьемонтско-ломбардской зоне. На юго-востоке говоры южной части провинции Алессандрия отражают сложное переплетение пьемонтских, ломбардских, эмилианских и лигурских черт, а район Валле-Куроне относится к эмилианскому ареалу.
Койне на основе туринского говора, именуемое также пьемонтским койне, распространено по всему Пьемонту, в том числе и в долинах, населённых носителями окситанских говоров, а также в соседней Валь-д’Аосте, где исконными являются арпитанские (франко-провансальские) говоры.

## Письменность
Алфавит пьемонтского языка:
| А а | B b | C c | D d | E e | Ë ë | F f | G g |
| H h | I i | J j | L l | M m | N n | O o | Ò ò |
| P p | Q q | R r | S s | T t | U u | V v | Z z |

## Лексика
Некоторые лексические единицы пьемонтского языка в сравнении с лексикой других романских языков.
| Пьемонтский         | Итальянский | Французский | Испанский | Румынский | Каталанский | Латинский        | Русский     |
| ------------------- | ----------- | ----------- | --------- | --------- | ----------- | ---------------- | ----------- |
| cadrega             | sedia       | chaise      | silla     | scaun     | cadira      | sella/cathedra   | стул        |
| pijé                | prendere    | prendre     | tomar     | a lua     | prendre     | capere/prendere  | брать       |
| surtì               | uscire      | sortir      | salir     | a ieşi    | sortir      | exire            | уходить     |
| droché/casché/tombé | cadere      | tomber      | caer      | a cădea   | caure       | cadere           | падать      |
| ca/mison            | casa        | maison      | casa      | casă      | casa        | casa             | дом         |
| brass               | braccio     | bras        | brazo     | braţ      | braç        | bracchium        | рука        |
| nùmer               | numero      | numéro      | número    | număr     | nombre      | numerus          | число       |
| pom                 | mela        | pomme       | manzana   | măr       | poma        | malum            | яблоко      |
| travajé             | lavorare    | travailler  | trabajar  | a lucra   | treballar   | laborare/operari | работать    |
| crava               | capra       | chèvre      | cabra     | capră     | cabra       | capra            | коза        |
| scòla               | scuola      | école       | escuela   | şcoală    | escola      | schola           | школа       |
| bòsch               | legno       | bois        | madera    | lemn      | bosc        | lignum           | древесина   |
| monsù               | signore     | monsieur    | señor     | domn      | senyor      | dominus          | господин    |
| madama              | signora     | madame      | señora    | doamnă    | senyora     | domina           | госпожа     |
| istà                | estate      | été         | verano    | vară      | estiu       | aestas           | лето        |
| ancheuj             | oggi        | aujourd’hui | hoy       | astăzi    | avui        | hodie            | сегодня     |
| dman                | domani      | demain      | mañana    | mâine     | demà        | cras             | завтра      |
| jer                 | ieri        | hier        | ayer      | ieri      | ahir        | heri             | вчера       |
| lùnes               | lunedì      | lundi       | lunes     | luni      | dilluns     | dies lunae       | понедельник |
| màrtes              | martedì     | mardi       | martes    | marţi     | dimarts     | dies martis      | вторник     |
| mèrcol/merco        | mercoledì   | mercredi    | miércoles | miercuri  | dimecres    | dies mercurii    | среда       |
| giòbia              | giovedì     | jeudi       | jueves    | joi       | dijous      | dies Iovi        | четверг     |
| vënner              | venerdì     | vendredi    | viernes   | vineri    | divendres   | dies veneris     | пятница     |
| saba                | sabato      | samedi      | sábado    | sâmbătă   | dissabte    | dies saturnis    | суббота     |
| dumìnica            | domenica    | dimanche    | domingo   | duminică  | diumenge    | dies Soli        | воскресенье |